# Теорема Витта
Теорема Витта — теорема о свойствах конечномерных ортогональных пространств над полями произвольного вида. Она утверждает, что любая изометрия между двумя подпространствами конечномерного ортогонального векторного пространства может быть продолжена на все пространство.

## Формулировка
Пусть {\displaystyle L} — невырожденное конечномерное ортогональное векторное пространство (пространство с невырожденной симметричной или кососимметричной билинейной формой), {\displaystyle L^{\prime },L''\subset L} — два его изометричных подпространства. 
Тогда любая изометрия {\displaystyle I^{\prime }:L^{\prime }\rightarrow L''} может быть продолжена до изометрии {\displaystyle I:L\rightarrow L};
то есть, сужение {\displaystyle I} на {\displaystyle L^{\prime }} совпадает с {\displaystyle I^{\prime }}.

## Следствия
- Теорема о сокращении: Предположим {\displaystyle h} не вырожденная квадратичная форма и форма {\displaystyle h\oplus g_{1}} эквивалентна форме {\displaystyle h\oplus g_{2}} над полем характеристики не равной 2. Тогда форма {\displaystyle g_{1}} эквивалентна форме {\displaystyle g_{2}} над этим полем.